# Yamaha TDM850
A TDM850 a Yamaha által gyártott sokoldalú motorkerékpár, mely túrázásra, könnyű terepen való közlekedésre és sportos közlekedésre is alkalmas műszaki felépítése miatt.

## A modell története
A modell eredete 1989-ig nyúlik vissza, amikor a Yamaha piacra dobta az XTZ750 Super-Ténéré motort, mellyel számos Párizs-Dakar versenyt nyertek. Az XTZ750 kényelmes motor volt, de alapvetően terepre, sivatagi körülményekre készült. A nyolcvanas évek közepén szerettek volna egy olyan motort amivel a hegyekben nagyon jól lehet kanyarogni, de oda is lehet vele kényelmesen utazni, és változó minőségű utakon is könnyen és biztonsággal lehet irányítani a motort. Egy enduro és egy szupermoto keverékét tervezték meg, de egy nagy nyomatékú blokkot, kényelmes ülést és üléspozíciót is terveztek a motorra. Nagy siker lett, 2001-ig Európában 62 000 darab TDM850-et adtak el.
1991-ben jelent meg a TDM850 MkI (3VD) típus. A motor 849ccm, soros kéthengeres, DOHC vezérlésű, száraz-karteres, folyadékhűtéses, négyütemű, ötszelepes elrendezésű volt, 77 LE-vel. Deltabox acélvázzal készült, hosszú rugóúttal, motorvédő fémlemezzel, dupla kerek fényszórókkal, országúti gumikkal, elöl dupla- hátul szimpla tárcsafékkel, elöl 18 colos, hátul 17 colos kerekekkel és 199 kg-os száraz súllyal. A típust 1995-ig gyártották változtatás nélkül, évente csak színvariációk voltak.
1996-ban jelent meg a TDM850 MkII (4TX1-) típus. Jelentős változásokat eszközöltek a motoron, új designt kapott, lecserélték a dupla kerek fényszórókat szögletesebb aszimmetrikus ikerfényszórókra, „bogárfejű“ idomot kapott, eltűnt a motorvédő lemez, 270°-ban elékelték a hengerek gyújtási sorrendjét, aminek következtében jellegzetes hangja lett a motornak, a motor teljesítménye 80 LE-re nőtt, az első teleszkópok átmérőjét megnövelték 41 mm-ről 43 mm-re, csökkentették a rugóutakat elöl 160 mm-ről 149 mm-re.
1999-ben némi módosítást végeztek a 4TX modellen (4TX4-4TX9), jelentősen javítottak a váltó működésén, módosítottak az áttételezésen, módosítottak az elektromos kábelezésen, elektromos üzemanyag pumpát kapott, új karburátorokat kapott (BDSR38), a műszerfalon LCD kijelzőt kapott (két napi számláló, össztávolság, óra kijelzéssel) és immár 82 LE lett teljesítménye.
A TDM850 típust 2001-ig gyártották, utána jelent meg az utódmodell 2002-ben a TDM900, mellyel alig néhány közös alkatrésze maradt csak.

## Specifikáció
|                     | TDM850 (3VD) 91-95                                                         | TDM850 (4TX) 96-01                                     |
| ------------------- | -------------------------------------------------------------------------- | ------------------------------------------------------ |
| Motor típus         | Folyadékhűtéses, 4 ütemű, 5 szelepes, előre döntött soros 2 hengeres, DOHC | u.a.                                                   |
| Hengerűrtartalom    | 849 ccm                                                                    | 849 ccm                                                |
| Furat x löket       | 89,5 x 67,5 mm                                                             | 89,5 x 67,5 mm                                         |
| Kompresszió         | 9,2:1                                                                      | 10,4:1                                                 |
| Teljesítmény (DIN)  | 56,6 kW (77 LE) @ 7,500/min                                                | 60 kW (82 LE) @ 7,500/min                              |
| Nyomaték (DIN)      | 76,5 Nm @ 6000/min                                                         | 80 Nm @ 6500/min                                       |
| Kenés               | Száraz, olajteknő                                                          | Száraz, olajteknő                                      |
| Porlasztó           | 2 db Mikumi BDST38/2                                                       | 2 db Mikumi BDST38 (96-98), 2 db Mikumi BDSR38 (99-01) |
| Kuplung             | Nedves, többtárcsás tekercsrugós                                           | Nedves, többtárcsás tekercsrugós                       |
| Gyújtás             | T.C.I. (digitális)                                                         | T.C.I. (digitális)                                     |
| Indítás             | Elektromos                                                                 | Elektromos                                             |
| Váltó               | Állandó kapcsolatú, 5 sebességes                                           | Állandó kapcsolatú, 5 sebességes                       |
| Hajtás              | Lánc                                                                       | Lánc                                                   |
| Üzemanyagtartály    | 18 L                                                                       | 20 L                                                   |
| Olajtartály         | 4,2 L                                                                      | 4,2 L                                                  |
| Alváz               | Deltabox acélváz                                                           | Deltabox acélváz                                       |
| Első felfüggesztés  | Teleszkóp, Ø 41 mm                                                         | Teleszkóp, Ø 43 mm                                     |
| Első rugóút         | 160 mm                                                                     | 149 mm                                                 |
| Hátsó felfüggesztés | Lengőkaros (MonoCross)                                                     | Lengőkaros (MonoCross)                                 |
| Hátsó rugóút        | 140 mm                                                                     | 144 mm                                                 |
| Első fék            | Dupla tárcsa, Ø 298 mm                                                     | Dupla tárcsa, Ø 298 mm                                 |
| Hátsó fék           | Szimpla tárcsa, Ø 245 mm                                                   | Szimpla tárcsa, Ø 245 mm                               |
| Első gumi           | 110/80 ZR18 (58H)                                                          | 110/80 ZR18 (58W)                                      |
| Hátsó gumi          | 150/70 ZR17 (69H)                                                          | 150/70 ZR17 (69W)                                      |
| Hossz               | 2175 mm                                                                    | 2165 mm (N, S, SF országokban: 2200 mm)                |
| Szélesség           | 780 mm                                                                     | 790 mm                                                 |
| Magasság            | 1260 mm                                                                    | 1285 mm                                                |
| Ülésmagasság        | 795 mm                                                                     | 805 mm                                                 |
| Tengelytáv          | 1475 mm                                                                    | 1475 mm                                                |
| Hasmagasság         | 160 mm                                                                     | 165 mm                                                 |
| Száraz súly         | 199 kg                                                                     | 199 kg                                                 |
| Menetkész súly      | 232 kg                                                                     | 232 kg                                                 |
| Villaszög           | 25°                                                                        | 24,5°                                                  |